# Kleszczyki chirurgiczne

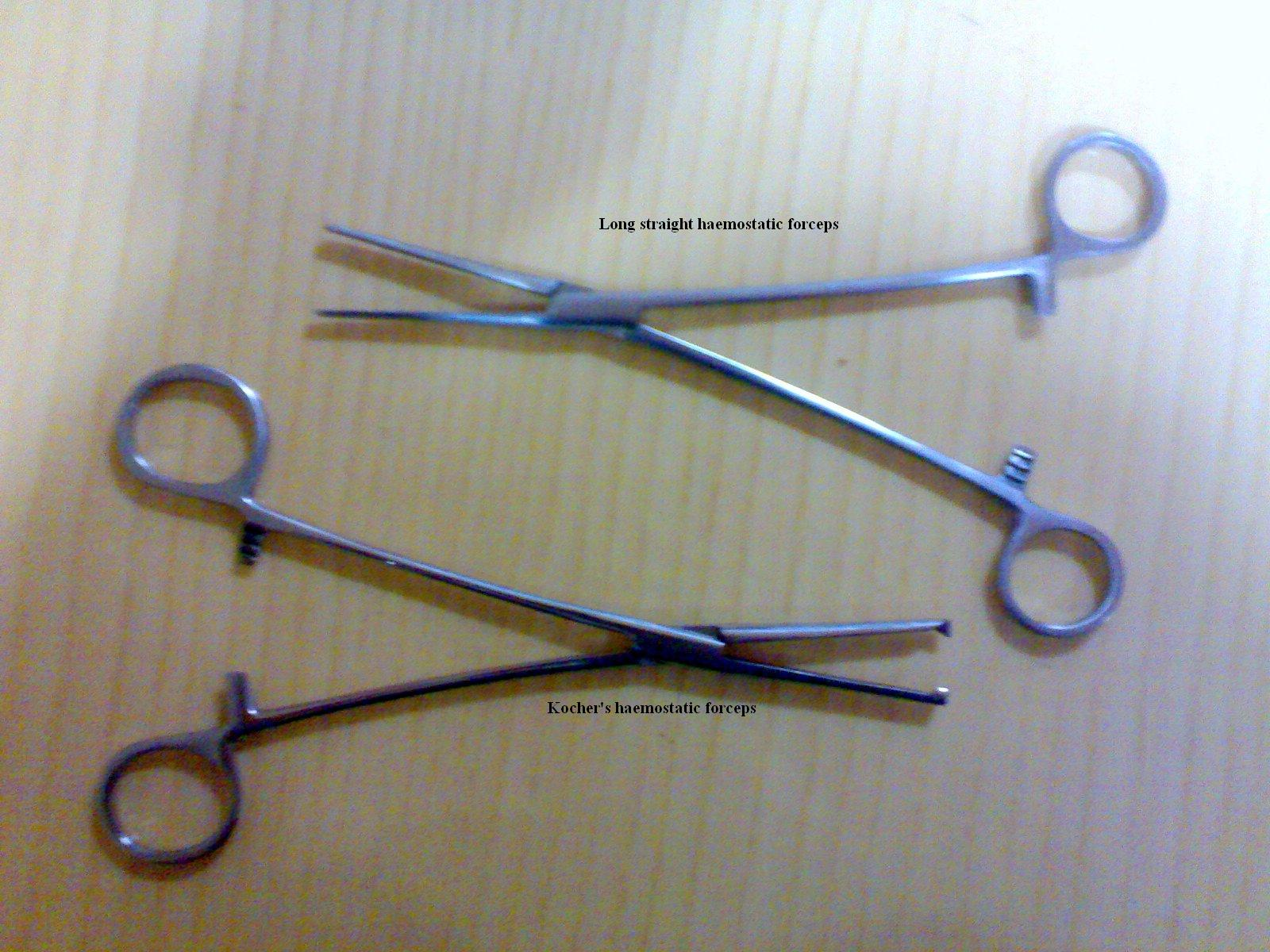
U góry: Peany; na dole: Kochery.

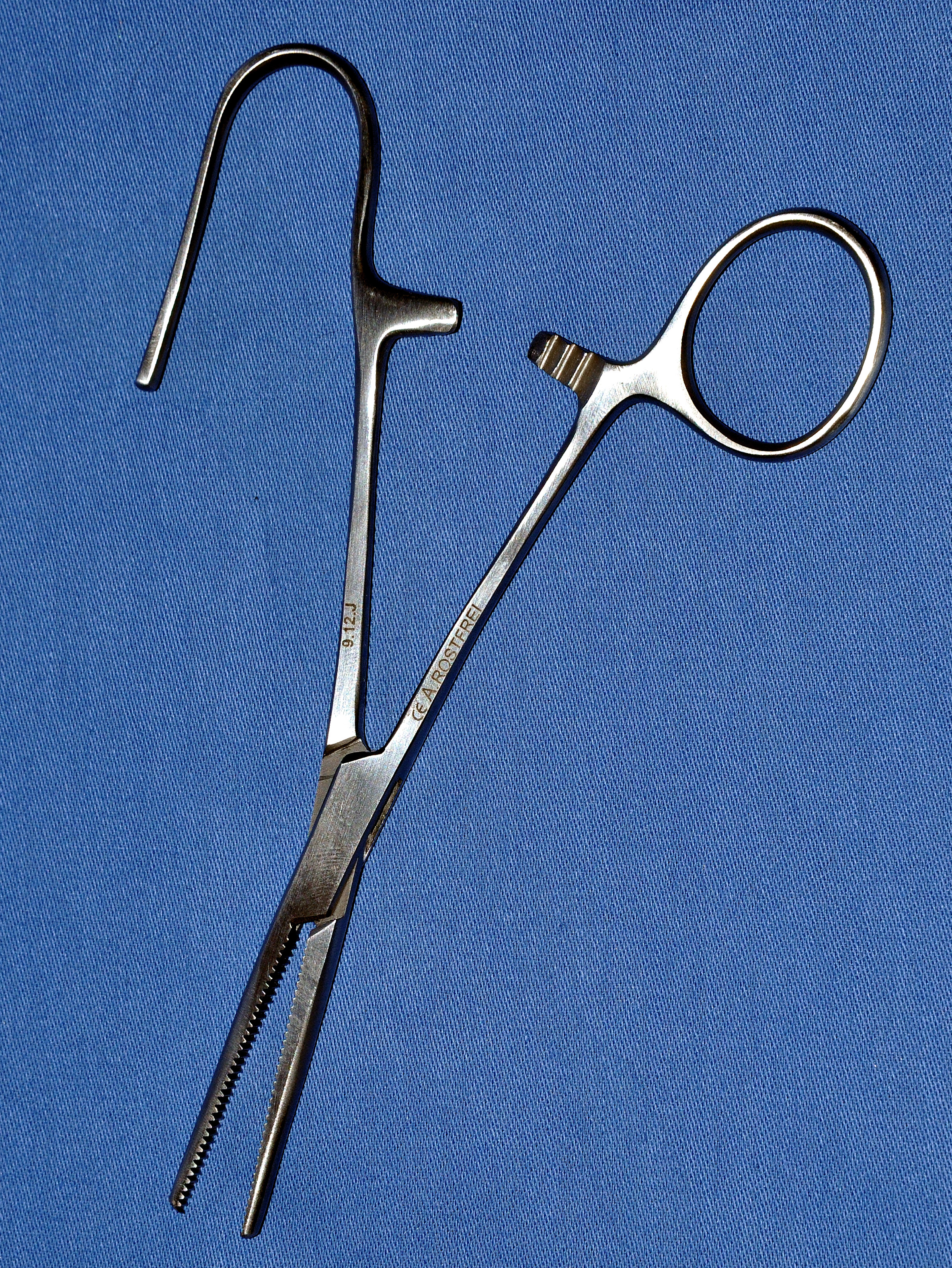
Kleszczyki ratunkowe

Kleszczyki chirurgiczne – narzędzie chirurgiczne służące do zamknięcia światła naczynia krwionośnego (hemostatyczne) lub jelita w celu zapobieżenia wydostaniu się jego treści, oraz preparacyjne.
Zaciski chirurgiczne wykazują pewne podobieństwo do  nożyczek chirurgicznych i są trzymane w ten sposób, ale zamiast powierzchni tnących mają dwie poprzecznie rowkowane szczęki i w okolicy uchwytów posiadają zamknięcie (tzw. zamek, zatrzask) najczęściej z trzema ząbkami, które umożliwia samoczynne zapinanie i blokowanie w pozycji zamkniętej kleszczyków. Zazwyczaj są wykonane ze stali nierdzewnej.
Wyróżnia się kleszczyki miękkie typu klem, naczyniowe lub jelitowe, oraz twarde typu Pean i Kocher (te ostatnie również naczyniowe lub jelitowe). Kochery naczyniowe wyglądają jak peany ale na końcu mają ząbki (najczęściej po dwa na każdej końcówce części pracującej), a kochery jelitowe wyjątkowo mają na wewnętrznej stronie części pracującej rowki podłużne (zamiast poprzecznych, jak w innych kleszczach twardych). Każde z tych kleszczyków i klemów mogą mieć część roboczą prostą lub wygiętą (w płaszczyźnie symetrii narzędzia).
Jednym z rodzajów kleszczyków Peana jest kleszczyk ratunkowy, który zamiast dwóch pierścieni jako uchwyt posiada jeden pierścień i zamiast drugiego pierścienia hak. Haczyk służy do zawieszenia butelki, czy worka z płynem infuzyjnym, które można przymocować zaciskiem nad pacjentem.
Jest wiele rodzajów kleszczyków chirurgicznych. Dużą grupę tworzą kleszczyki preparacyjne, np.: typu Overholt, czy Meeker.

Pean
Kocher
Klem gładki